# Sonchus camporum
Sonchus camporum là một loài thực vật có hoa trong họ Cúc. Loài này được (R.E.Fr.) Boulos ex C.Jeffrey miêu tả khoa học đầu tiên năm 1966.